# Grota świętej Kingi

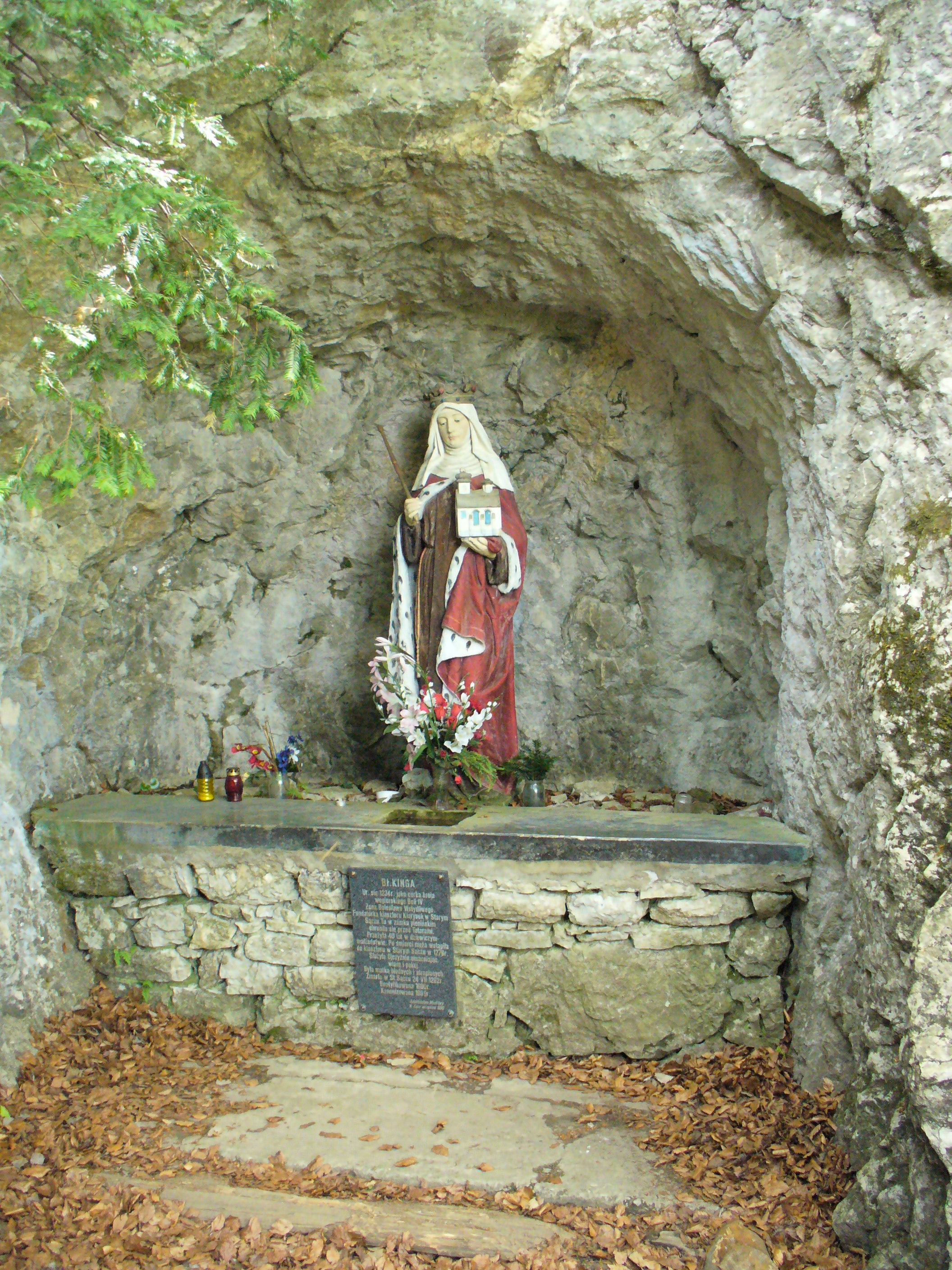
Grota św. Kingi z figurą

Grota św. Kingi i figura świętej Kingi – grota skalna znajdująca się w ruinach Zamku Pienińskiego na Zamkowej Górze w Pieninach, w której umieszczony jest posążek św. Kingi. Prawdopodobnie to właśnie księżna Kinga ze swojego posagu ufundowała odbudowę dawnego pienińskiego zamku. Wraz z siostrą Jolentą i innymi zakonnicami zakonu klarysek ze Starego Sącza znalazła w nim schronienie w 1287 r. w czasie trzeciego najazdu mongolskiego na Polskę. Szczęsny Morawski, który pierwszy prowadził amatorskie prace archeologiczne na zamku Pienińskim tak opisuje to miejsce (1863): Szczytną krawędź góry prostopadłą na kilkadziesiąt do kilkuset sążni, a w najszerszem miejscu ledwo półsążnia szeroką zwie lud ogródkiem Kingi. Widok stamtąd przecudny. Urwiste skały z pochyłej strony lasem porosłe (...) Dołem Ligarki, w lewo Czerwona Skała i Sokolica a tuż przeciwko Pieniny wyższe, w samej głębi wije się wąziutki zielony Dunajec, a poza nim, w bujny wieniec roztoczyły się leśnickie Golice i Haligowskie wzgórza, w tle nieba ginie ciemne pasmo Krępaka, a narożny historyczny Rohacz strzeże miedzy polskiej ponad Piwniczną szyją nad Popradem.
Gdy zbliżała się 600. rocznica śmierci św. Kingi (wówczas była tylko błogosławioną) z inicjatywy ówczesnego proboszcza Krościenka ks. kanonika A. Łętkowskiego oraz F. Pławickiego powołano komitet, który postanowił upamiętnić księżną Kingę i jej pobyt w Pieninach. W tym celu w ruinach Zamku Pienińskiego na Zamkowej Górze poszerzono istniejącą tam grotę do wysokości 3 m i głębokości 5 m oraz zamontowano w niej figurę św. Kingi. Zajął się tym pieniński oddział Towarzystwa Tatrzańskiego pod kierunkiem szczawnickiego przewodnika Józefa Madei. Naturalnej wysokości posąg św. Kingi wykonał z kamienia pińczowskiego Władysław Druciak – rzeźbiarz z Krościenka. Na polanę Wymiarki został wywieziony furmanką konną, resztę drogi został wyniesiony na barkach mężczyzn i zamontowany.
24 lipca 1904 na miejscu odbyło się uroczyste poświęcenie groty i posążku w nabożeństwie, w którym wzięło udział kilka tysięcy ludzi. Z moździerzy na sąsiednich wzniesieniach rozległy się salwy honorowe. Miejsce to, nazwane sanktuarium św. Kingi otrzymali w opiekę proboszczowie Krościenka. W rocznice tego poświęcenia odbywały się pielgrzymki okolicznych mieszkańców i kuracjuszy Szczawnicy do tego miejsca. Z czasem kult św. Kingi rozwinął się. 16 czerwca 1999 r. papież Jan Paweł II kanonizował ją. Ludzie pielgrzymując do jej sanktuarium w Zamku Pienińskim sami uświęcili to miejsce. Powstało Stowarzyszenie Czcicieli Świętej Kingi, którego członkowie wędrują śladami św. Kingi po Beskidzie Sądeckim i Pieninach. Na Górze Zamkowej co roku 24 lipca odprawiana jest msza.
Z pobytem św. Kingi w tym miejscu związana jest też historia Pienińskiej Pustelni oraz liczne legendy.
Grota znajduje się w Pienińskim Parku Narodowym, w miejscowości Krościenko nad Dunajcem w województwie małopolskim, w powiecie nowotarskim.
Szlaki turystyki pieszej
 ze Szczawnicy przez przeprawę promową Nowy Przewóz, Sokolicę, Czertezik, Czerteż, Bajków Groń na Zamkową Górę. Przejście zajmuje ok. 3 h
 na Bajków Groń, następnie niebieski na Zamkową Górę. Czas przejścia ok. 1:30 h
Zobacz też
- Pienińska Pustelnia
- Zamek Pieniński

Bibliografia
- Geoportal. Mapa lotnicza [online] [dostęp 2022-01-21].
- Pieniński Park Narodowy. Pieniny polskie i słowackie. Mapa 1:20 000. Kraków: Wyd. Kartograficzne Polkart Anna Siwicka, 2006/07. ISBN 83-87873-07-1. Brak numerów stron w książce
- O pienińskich pustelnikach. [dostęp 2009-01-17].
- Józef Nyka: Pieniny. Przewodnik. Wyd. IX. Latchorzew: Wyd. Trawers, 2006. ISBN 83-915859-4-8. Brak numerów stron w książce